# Torrecilla de la Abadesa
Torrecilla de la Abadesa község Spanyolországban, Valladolid tartományban. Torrecilla de la Abadesa Pollos, Tordesillas, Bercero, Castronuño, Pedrosa del Rey és Villalar de los Comuneros községekkel határos. Lakosainak száma 250 fő (2024).

## Népesség
A település népessége az utóbbi években az alábbiak szerint változott:
| Lakosok száma | 349  | 326  | 328  | 331  | 313  | 305  | 280  | 273  | 261  | 250  |
|               | 2001 | 2004 | 2007 | 2009 | 2012 | 2014 | 2017 | 2019 | 2022 | 2024 |